# Eric Johnson (attore)
Eric Johann Johnson (Edmonton, 7 agosto 1979) è un attore canadese.

## Biografia
Nel 1992 inizia a recitare in un episodio della serie The Ray Bradbury Theather. Due anni più tardi, ottiene una piccola parte nel film Vento di passioni con Brad Pitt ed Anthony Hopkins. 
Da segnalare poi altre interpretazioni di Johnson in pellicole minori come Question of Privilege, Bear With Me e Beauty Shot. 
Tra il 2001 ed il 2004 è protagonista di 22 episodi della serie Smallville, nel ruolo di Whitney Fordman.
Nel 2004 interpreta Tyler nel film Licantropia Apocalypse. 
Ritorna al cinema con The Work and the Glory. Non mancano alcune apparizioni del giovane canadese in due popolari serie, ovvero Criminal Minds e The Dead Zone.
Nel 2007 interpreta per 22 episodi il ruolo principale del nuovo telefilm Flash Gordon prodotto da Sci-Fi Channel, nei panni del supereroe.
Appare anche in un episodio della serie televisiva The Unit. Dopodiché è co-protagonista nel film canadese Miracolo a Manhattan del 2010.
Nel 2013 ha preso il posto di Michael Ironside, per doppiare Sam Fisher nel sesto episodio della serie di videogiochi Splinter Cell.
Nel 2016 gli viene assegnata la parte di Jack Hyde nei film Cinquanta sfumature di nero e Cinquanta sfumature di rosso, usciti rispettivamente nel 2017 e nel 2018.

### Vita privata
Dal 2004 è sposato con la sceneggiatrice Adria Budd, da cui ha avuto una figlia, Calla Prairie, nata nel 2007.

## Filmografia parziale

### Attore

#### Cinema
- Vento di passioni (Legends of the Fall), regia di Edward Zwick (1994)
- Indagine pericolosa (The Arrangement), regia di Michael Ironside (1999)
- Abusi di legge (Question of Privilege), regia di Rick Stevenson (1999)
- Borderline Normal, regia di Jeff Beesley (2001)
- Bang bang, sei morto (Bang Bang You're Dead), regia di Guy Ferland (2002)
- Ho rapito Sinatra (Stealing Sinatra), regia di Ron Underwood (2003)
- Licantropia Apocalypse (Ginger Snaps 2: Unleashed), regia di Brett Sullivan (2004)
- Cinquanta sfumature di nero (Fifty Shades Darker), regia di James Foley (2017)
- Cinquanta sfumature di rosso (Fifty Shades Freed), regia di James Foley (2018)
- Un piccolo favore (A Simple Favor), regia di Paul Feig (2018)
- Fight Another Day, regia di James Mark (2024)

#### Televisione
- Smallville – serie TV, 24 episodi (2001-2004)
- Criminal Minds – serie TV, episodi 1x16-8x23 (2006-2013)
- Ghost Whisperer – Serie TV, episodio 2X14 (2007)
- Flash Gordon – serie TV, 21 episodi (2007-2008)
- Supernatural – serie TV, episodio 5x20 (2010)
- Rookie Blue – serie TV, 35 episodi (2010-2013)
- Alcatraz – serie TV, episodio 1x04 (2012)
- Un bacio sotto l'albero (Fir Crazy), regia di Craig Pryce – film TV (2013)
- Orphan Black – serie TV, 3 episodi (2013-2017)
- Saving Hope – serie TV, 4 episodi (2014)
- The Knick – serie TV, 20 episodi (2014-2015)
- Un amore inaspettato (Valentine Ever After), regia di Don McBrearty – film TV (2016)
- Caught – miniserie TV, 5 puntate (2018)
- L'alienista (The Alienist) – serie TV, episodio 1x8 (2018)
- Hudson & Rex – serie TV, episodio 1x07 (2019)
- Vikings – serie TV, 14 episodi (2020)
- Condor – serie TV, 7 episodi (2020)
- American Gods – serie TV, 6 episodi (2021)
- Pretty Little Liars: Original Sin - serie TV, 8 episodi (2022)

### Doppiatore
- Tom Clancy's Splinter Cell: Blacklist – videogioco (2013)
- Assassin's Creed: Valhalla – videogioco (2020)

## Doppiatori italiani
Nelle versioni in italiano delle opere in cui ha recitato, Eric Johnson è stato doppiato da:
- Gianfranco Miranda in The Knick, Cinquanta sfumature di nero, Cinquanta sfumature di rosso, American Gods
- Riccardo Rossi in Criminal Minds (ep. 8x23), A Million Miles Away
- Corrado Conforti in Smallville
- Massimiliano Manfredi in Criminal Minds (ep. 1x16)
- Francesco Bulckaen in Supernatural
- Alessandro Rigotti in Flash Gordon
- Andrea Beltramo in Rookie Blue
- Francesco Prando in Alcatraz
- Marco Bassetti in Un amore inaspettato
- Stefano Annunziato in Vikings
- Guido Di Naccio in Condor
- Roberto Certomà in Pretty Little Liars: Original Sin

Da doppiatore è sostituito da:
- Luca Ward in Tom Clancy's Splinter Cell: Blacklist
- Pino Pirovano in Assassin's Creed: Valhalla